# Rhynchomeliola pulchella
Rhynchomeliola pulchella är en svampart som beskrevs av Speg. 1884. Rhynchomeliola pulchella ingår i släktet Rhynchomeliola, klassen Eurotiomycetes, divisionen sporsäcksvampar och riket svampar.   Inga underarter finns listade i Catalogue of Life.